# La abeja reina
La abeja reina es un cuento de hadas: el n.º 62 de los hermanos Grimm. Corresponde al tipo 554 de la clasificación de Aarne-Thompson: Los animales agradecidos. Ha influenciado diversas otras historias; por ejemplo, el joven autor Toni Vásquez Ralli ha destacado su contribución a El niño-estrella, un cuento del escritor católico irlandés Oscar Wilde, que aparece en su libro Una casa de granadas.

## Historia
Los dos hijos de un rey parten en busca de su fortuna, pero caen en una vida salvaje y desordenada que los destierra de su hogar. El más joven, Simpleton, sale a buscar sus hermanos, pero cuando los encuentra los muchachos se burlan de su hermano, creyendo que con su simpleza no podía ajustarse al estilo de vida que habían escogido. Aun así, aceptan a su hermano, y en el progreso Simpleton previene que sus hermanos de destruyan un hormiguero, de matar unos patos, y de sofocar un panal de abejas con humo. Por fin los tres hermanos llegaron a un castillo en cuyos establos había caballos de piedra, y no se veía un solo ser humano. Y recorrieron todos los salones, hasta que casi al final llegaron a un salón con una puerta con tres cerraduras. Sin embargo, en medio de la puerta había una rendija, por medio de la cual podían ver hacia adentro.
Allí vieron a un pequeño hombre gris sentado junto a una mesa. Ellos lo llamaron, una y dos veces, pero él no oía. A la tercera vez, él se levantó, quitó las cerraduras y salió. No dijo nada, pero sin embargo, los condujo a una mesa muy bien servida con alimentos. Después de que ellos comieron y bebieron a satisfacción, el pequeño hombre llevó a cada uno a una habitación donde durmieron esa noche. 
A la mañana siguiente, el pequeño hombre gris se acercó al mayor, y por medio de señas lo llevó hasta una mesa de piedra donde estaban escritas tres tareas, mediante las cuales, si se realizaban, el castillo quedaría libre y desencantado.
La primera era que en el bosque, debajo del musgo, estaban regadas las perlas de la princesa, mil perlas en total, que deberían ser recogidas, y que si a la puesta del sol faltaba una sola perla, aquel que las estuvo buscando, se haría de piedra.
El mayor se dirigió allá, y buscó durante todo el día, pero al caer el sol, solamente había encontrado cien, y lo que se decía en la mesa sucedió, y él fue convertido en piedra.
Al otro día, el segundo tomó la misión, pero sin embargo, no tuvo mayor suerte que su hermano, pues no encontró más que doscientas perlas, y también se hizo de piedra.
Al siguiente día le tocó el turno a Simpletón, quien también buscó en el musgo. Pero era tan difícil encontrar las perlas, y se avanzaba tan despacio, que se sentó sobre una piedra a llorar. Y mientras eso sucedía, la reina de la hormigas, cuyo nido una vez él salvó, vino con cinco mil hormigas, y sin mucho tardar, las pequeñas criaturas habían juntado las mil perlas, y se las entregaron en un montón.
La segunda tarea era, sacar del fondo del lago la llave del dormitorio de la hija del rey. Cuando Simpletón llegó al lago, los patos que él había salvado, se sumergieron y salieron nadando hacia él, llevándole la llave solicitada.
Pero la tercera tarea era la más dificultosa. Entre las tres dormidas hijas del rey, debía de encontrarse a la menor de ellas. Sin embargo, las tres eran físicamente idénticas, y solamente podían reconocerse por los dulces que habían probado antes de caer dormidas. La mayor probó un pedacito de azúcar, la segunda un sirope, y la menor una cucharada de miel. Entonces llegó la reina de las abejas del panal del tronco que Simpletón había defendido de ser quemado, y ella probó los labios de las tres, y se quedó parada en la boca de la que había probado la miel. Así Simpletón pudo reconocer a la princesa correcta. 
Y con eso terminó el encantamiento, y todos los que estaban dormidos despertaron y los convertidos en piedra volvieron a su contextura normal. Simpletón se casó con la menor de las princesas, y al faltar su padre el rey, él quedó en el trono, y sus hermanos se formalizaron comportándose correctamente en adelante, y se casaron con las otras dos hermanas.